# مرگسین
مرگسین، روستایی از توابع بخش مرکزی شهرستان تاکستان در استان قزوین ایران است.

## جمعیت
این روستا در دهستان قاقازان شرقی قرار دارد و براساس سرشماری مرکز آمار ایران در سال ۱۳۸۵، جمعیت آن ۲۷۸ نفر (۶۹خانوار) بوده‌است.